# Грънчарски езера
Грънчарските езера са група от 3 езера в Източния дял на Рила, разположени в отворен на север циркус между връх Суха Вапа (2639 m) и седловината Джанка (2340 m). Най-голямо от трите езера е най-долното – езерото Грънчар, намиращо се на 42°07′12″ с. ш. 23°35′35″ и. д. / 42.12° с. ш. 23.593056° и. д. и 2185,2 m н.в. То е плитко (максимална дълбочина 2 m) и има удължена форма, като от югозапад на североизток дължината му е 320 m, а ширината – до 130 m. Площта му е 37 дка. На североизточния му бряг е разположена хижа „Грънчар“. От северния му ъгъл изтича поток, който дава началото на река Бела Места (дясна съставяща на река Места). След изграждането на събирателна деривация през 1995 г. езерото увеличава площта си на ок. 45 дка.
Другите две езера са малки с размери 50 на 35 m и се намират, югозападно от първото, но по-високо от него – съответно на 2238 m и 2248 m.
Северно от езерото Грънчар през седловината Джанка преминава камионен път от село Бели Искър за град Якоруда.